# Trabant nT
Trabant nT este un model de automobil german inspirat după celebrul automobil est-german Trabant, prezentat la salonul auto IAA din Germania în anul 2009. Abrevierea „nT“ înseamnă „newTrabi“.

## Istorie
Acest model a fost introdus în anul 2007 la IAA sub numele de „noul Trabi“. În acest context, a avut loc un sondaj de opinie la târgul auto. Aici, 94% dintre cei 12.000 de respondenți au fost în favoarea unei noi ediții a mașinii într-o formă modernă.
Apoi, IndiKar Individuall Karosseriebau GmbH a dezvoltat împreună cu designerul Nils Poschwatta un concept de vehicul care a fost mai târziu prezentat la Frankfurt Motor Show 2009 ca „Trabant nT“.
Compania Herpa, producătoroare de vehicule miniaturale bavareze, a cumpărat drepturile asupra automobilului Trabant și a prezentat un model la scară largă a unui "newTrabi" la Salonul Auto de la Frankfurt 2007. Un model Trabant nT a fost prezentat doi ani mai târziu la Frankfurt.
Consorțiul Trabant nT include firma Herpa, producătorul german de automobile specializate IndiKar și compania germană de automobile IAV. Grupul a căutat investiții, design și producție în orașul de origine al Trabant-ului, Zwickau, dar din nefericire pentru proiect, investitori nu au apărut. Mașina electrică Trabant nT de serie, care nu a fost fabricată, ar fi urmat să fie  echipată cu un motor asincron de 45 kW (64 CP) alimentat de o baterie litiu-ion.

## Tehnologie

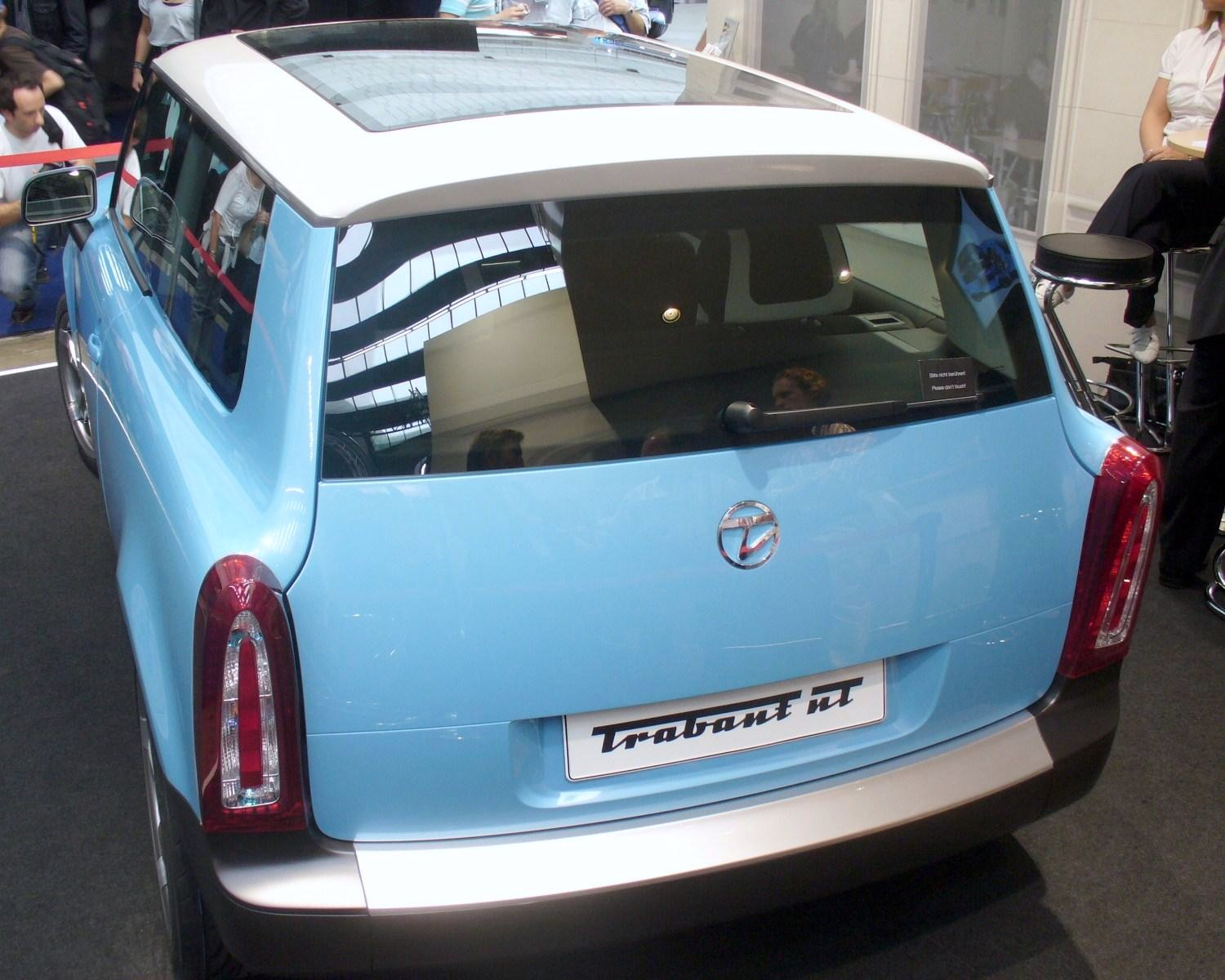
Spatele mașinii.

Automobilul Trabant nT are un motor electric bazat pe un acumulator litiu-ion cu puterea de 47 kW (64 CP) și poate atinge o viteză maximă de 130 km/h și o autonomie de 250 km. O încărcare completă la o priză de 230 V este realizată în opt ore, iar la o priză de 400 V timpul de încărcare complet este de 2 ore. În plus, vehiculul are un acoperiș solar cu o suprafață de 1,8 mp, care oferă aproximativ 120 de wați pentru a sprijini ventilația și alți consumatori străini. Vehiculul are 4 + 1 locuri și volumul util poate fi de 400 kg.
Noul Trabant nT Concept are o lungime de 3.950 de milimetri, o lățime de 1.690 mm, înălțimea de 1.500 mm și greutatea de 1050 kg. Acesta este cu câțiva centimetri mai lung, mai lat și mai înalt decât vechiul Trabant 601 Kombi.

## Design
Designul a fost conceput de Nils Poschwatta ca o combinație între designul vechiului Trabant 601 P Universal și influențele moderne.

## Legături externe
- offizielle Seite (accesat pe 22 aprilie 2017)
- Trabant nT